# Pavillon du jeu de paume
 (juillet 2023).
Si vous disposez d'ouvrages ou d'articles de référence ou si vous connaissez des sites web de qualité traitant du thème abordé ici, merci de compléter l'article en donnant les références utiles à sa vérifiabilité et en les liant à la section « Notes et références ».
Le Pavillon du jeu de paume du château de Prague (ou Salle de bal), en tchèque « Velká míčovna Pražského hradu », est un bâtiment Renaissance situé dans le jardin royal du château de Prague, qui était à l'origine utilisé pour jouer à des jeux de balle.

## Histoire
Le Pavillon a été construit entre 1568 et 1569 par l'architecte Bonifác Wohlmut.
La construction a été très rapide, mais ses fondations étaient mal assurées car situées au bord du fossé aux Cerfs, il a donc fallu la réparer rapidement et en 1617 la voûte s'est effondrée. La salle de bal a brûlé en 1757, et après 1848, alors qu'elle devait être utilisée comme caserne, deux étages y ont été construits sans respect de l'architecture originale.
Après 1918, les réparations les plus indispensables ont eu lieu, mais en 1945, il a été touché par un obus d'artillerie et a brûlé. Lors d'une reconstruction majeure en 1952, la voûte en berceau d'origine a été restaurée, un sgraffite rare a été réparé et dans l'une des arches a été ajouté l'emblème communiste du plan quinquennal, représenté par le numéro cinq à l'intérieur d'une roue dentée, puis une faucille et un marteau. Cet élément est également protégé. Avec l'ensemble du parc du château, le pavillon est protégé en tant que monument culturel national de la République tchèque depuis 1962.

## Description
Le bâtiment allongé fait près de 80 m de long avec un escalier en colimaçon avec une tourelle sur la façade est. Le mur nord, face au jardin royal, est richement décoré. Les six voûtes du milieu formaient à l'origine une loggia, l'ensemble est maintenant vitré. Tous les parois sont couvertes de sgraffites ornementaux et figuratifs de la fin du XVIe siècle. Au-dessus des arcades se trouvent des allégories des vertus et des sept arts libéraux. Son mur nord est très riche d'un point de vue architectural et décoré de sgraffites de la Renaissance.
Devant le bâtiment se trouve la sculpture allégorique Nuit réalisée par Matthias Bernard Braun en 1735. 

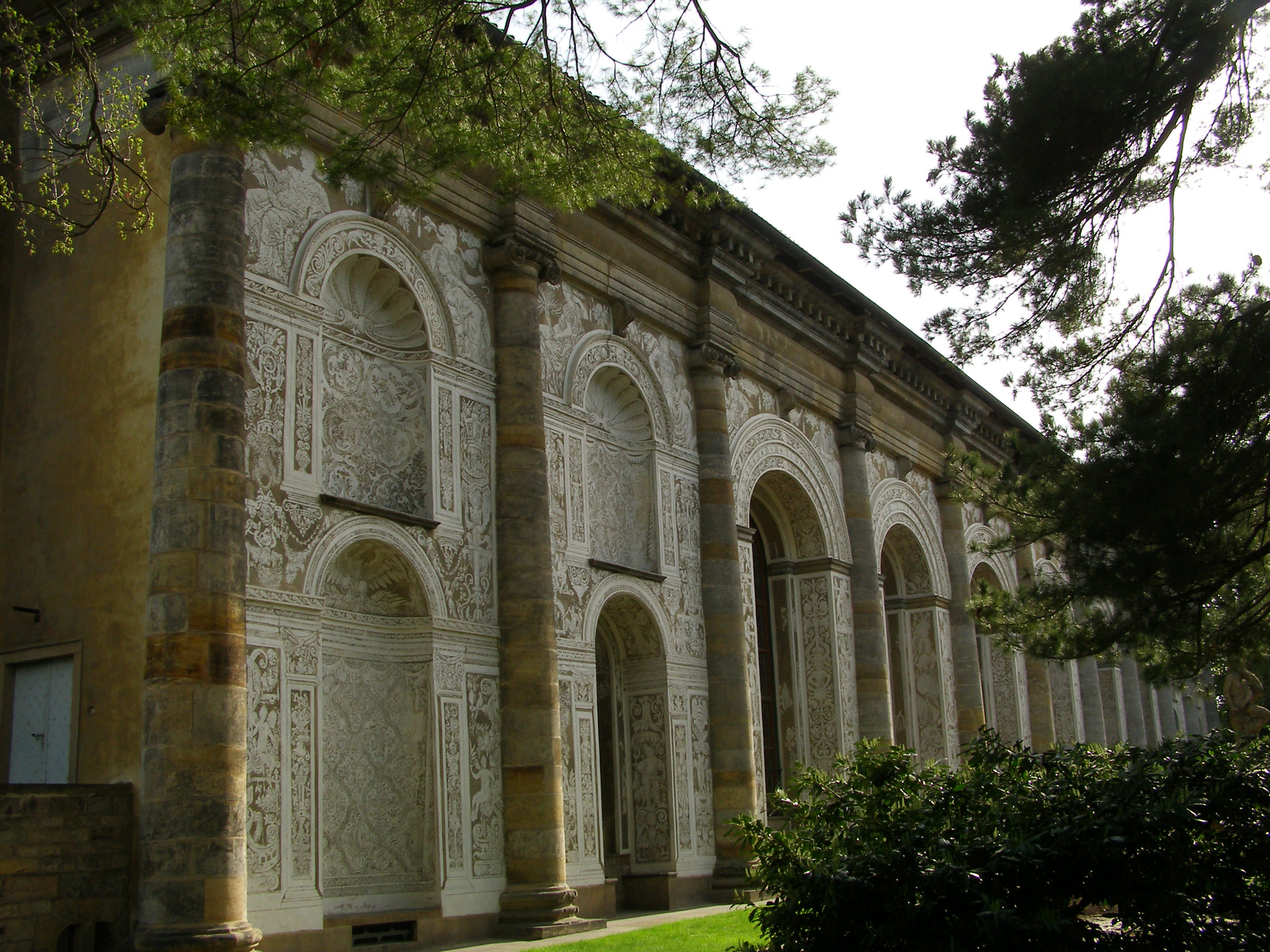
Détail des niches.
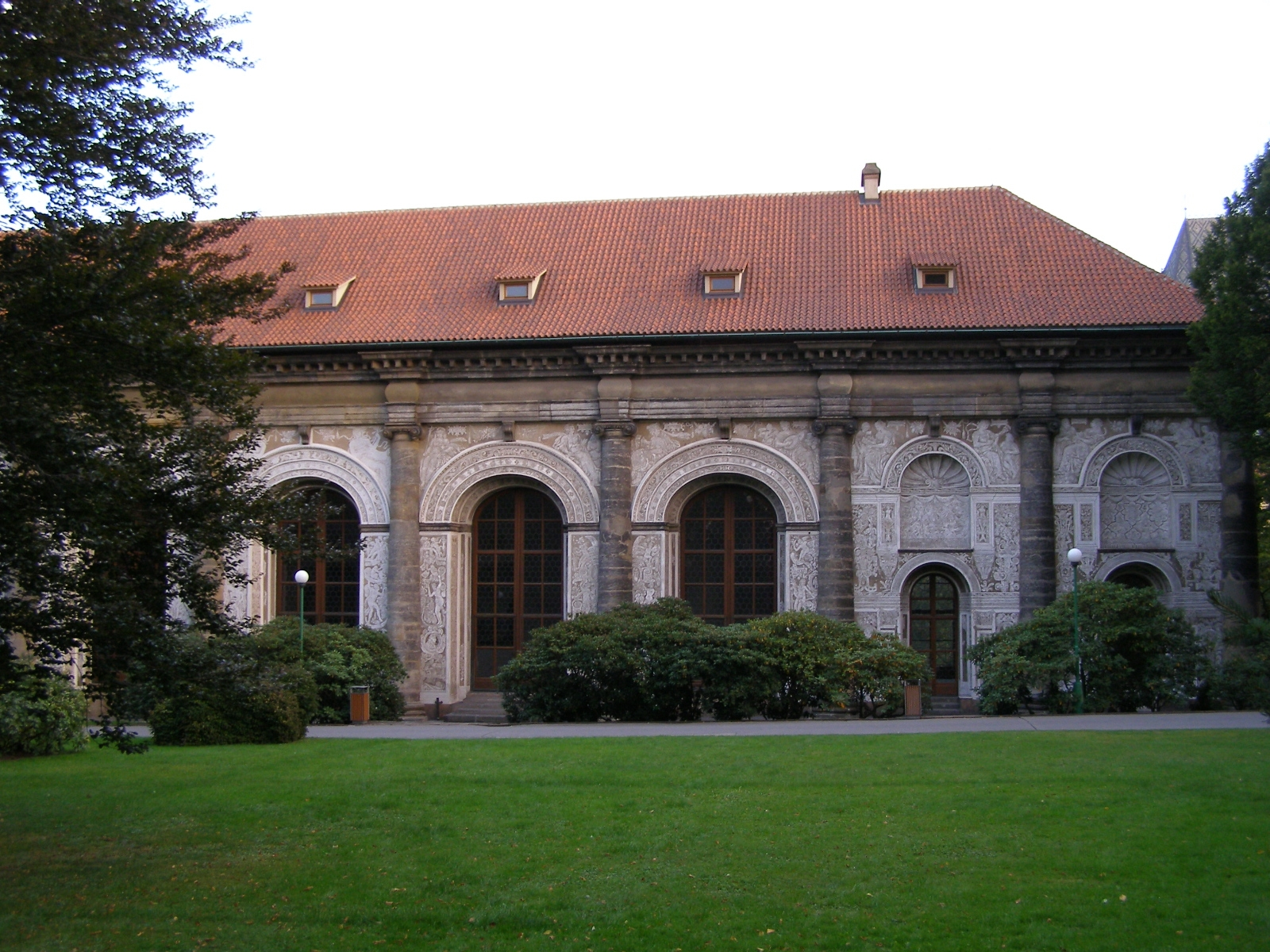
Autre vue.